# Epidendrum platyphylloserpens
Epidendrum platyphylloserpens är en orkidéart som beskrevs av Eric Hágsater. Epidendrum platyphylloserpens ingår i släktet Epidendrum och familjen orkidéer.
Artens utbredningsområde är Peru. Inga underarter finns listade i Catalogue of Life.